# Siphonolaimus dorylus
Siphonolaimus dorylus is een rondwormensoort uit de familie van de Siphonolaimidae.